# Араї Тідзуру
Тідзуру Араї (яп. 新井 千鶴, нар. 1 листопада 1993) — японська дзюдоїстка, олімпійська чемпіонка 2020 року, чотириразова чемпіонка світу.

## Спортивні результати на міжнародних змаганнях

### Виступи на Олімпіадах
| Змагання                    | Місце проведення | Вагова категорія | Місце  |
| --------------------------- | ---------------- | ---------------- | ------ |
| Літні Олімпійські ігри 2020 | Токіо, Японія    | до 70 кг         | Золото |

### Виступи на Чемпіонатах світу
| Змагання                     | Місце проведення   | Вагова категорія | Місце  |
| ---------------------------- | ------------------ | ---------------- | ------ |
| Чемпіонат світу з дзюдо 2015 | Астана, Казахстан  | до 70 кг         | 5      |
| Чемпіонат світу з дзюдо 2017 | Будапешт, Угорщина | до 70 кг         | Золото |
| Чемпіонат світу з дзюдо 2018 | Баку, Азербайджан  | до 70 кг         | Золото |

### Виступи на Азійських іграх
| Змагання           | Місце проведення       | Вагова категорія | Місце  |
| ------------------ | ---------------------- | ---------------- | ------ |
| Азійські ігри 2014 | Інчхон, Південна Корея | до 70 кг         | Срібло |